# Gallery Furniture Championships 1995
Gallery Furniture Championships 1995 — жіночий тенісний турнір, що проходив на відкритих кортах з ґрунтовим покриттям Westside Tennis Club у Х'юстоні (США). Належав до турнірів 2-ї категорії в рамках Туру WTA 1995. Відбувсь удвадцятьп'яте і тривав з 10 до 16 квітня 1995 року. Перша сіяна Штеффі Граф здобула титул в одиночному розряді й отримала 79 тис. доларів США.

## Фінальна частина

### Одиночний розряд
Штеффі Граф —  Оса Карлссон 6–1, 6–1
- Для Граф це був 4-й титул в одиночному розряді за сезон і 90-й — за кар'єру.

### Парний розряд
Ніколь Арендт /  Манон Боллеграф —  Вілтруд Пробст /  Рене Сімпсон 6–4, 6–2
- Для Арендт це був 3-й титул за сезон і 5-й — за кар'єру. Для Боллеграф це був 2-й титул за сезон і 18-й — за кар'єру.